# Тохоку (Аоморі)

40°43′41″ пн. ш. 141°15′28″ сх. д. / 40.72806° пн. ш. 141.25778° сх. д.
То́хоку (яп. 東北町, とうほくまち, МФА: [toːhoku mat͡ɕi̥]) — містечко в Японії, в повіті Камі-Кіта префектури Аоморі. Станом на 1 жовтня 2007 площа містечка становила 326,71 км². Станом на 1 липня 2008 населення містечка становило 19 270 осіб.